# Les Plans du Bruce-Partington
Les Plans du Bruce-Partington, aussi traduite par L'Aventure des plans du Bruce-Partington (The Adventure of the Bruce-Partington Plans en version originale), est l'une des cinquante-six nouvelles d'Arthur Conan Doyle mettant en scène le détective Sherlock Holmes. Elle est parue pour la première fois dans la revue britannique Strand Magazine en décembre 1908, avant d'être regroupée avec d'autres nouvelles dans le recueil Son dernier coup d’archet (His Last Bow).

## Résumé

### Mystère initial
Mycroft Holmes, le frère de Sherlock Holmes, vient au 221B Baker Street pour une grave affaire d'État : trois jours plus tôt, les plans du sous-marin Bruce-Partington ont été dérobés à Woolwich, où ils étaient gardés dans un coffre. Ce sous-marin doit conférer un avantage considérable au Royaume-Uni grâce à la technologie de pointe qu'il emploie et qui doit rester secrète. Seules deux personnes de grande confiance possédaient une clé de ce coffre : James Walter et Sidney Johnson, tous deux catastrophés par le vol.
Peu après, Arthur Cadogan West, un employé de l'arsenal de Londres, a été retrouvé sans vie sur le bord d'une voie de chemin de fer. Il portait sur lui 7 des 10 feuillets constituant les plans du sous-marin. Les 3 feuillets manquants sont néanmoins les plus importants car ils contiennent les innovations secrètes du submersible. Mycroft demande à son frère de les retrouver et d'éclaircir la mort de Cadogan West.

### Résolution
Holmes commence par inspecter l'endroit où le corps de Cadogan West a été retrouvé. Il semble de prime abord que l'employé, qui se trouvait dans un train de nuit, a été tué par une autre personne qui a ensuite jeté son corps par la fenêtre. Mais l'inspecteur Lestrade, qui accompagne Holmes et Watson, affirme avoir inspecté tous les wagons du train sans trouver de sang ou une quelconque trace de lutte. Holmes remarque que le corps a été retrouvé à proximité d'un aiguillage où la ligne de chemin de fer est courbe. Il en déduit que le corps de la victime se trouvait sur le toit d'un wagon et qu'il a glissé dans le virage, aidé par la secousse de l'aiguillage.
Holmes et Watson vont ensuite interroger James Walter, Mlle Violet Westbury — la fiancée de Cadogan West — et Sidney Johnson. Ils apprennent alors que Walter est mort. Son frère, le colonel Valentine Walter, leur explique qu'il aurait succombé à un excès de stress et d'angoisse à la suite du vol. Mlle Westbury explique quant à elle que Cadogan West était un grand patriote digne de confiance, mais qu'il semblait préoccupé depuis une semaine et avait évoqué devant elle le risque que les plans tombent entre de mauvaises mains. L'interrogatoire de Johnson révèle que le voleur disposait d'un double des clés du bâtiment et du coffre. Holmes inspecte ensuite les environs et remarque un buisson aux branches abîmées devant la fenêtre de la pièce du coffre. Il en déduit qu'il a probablement servi pour observer discrètement l'intérieur de la bâtisse à travers les volets, qui ne ferment pas parfaitement.
Le détective rentre alors à Baker Street où l'attend un télégramme de Mycroft. Il lui avait en effet demandé de lui communiquer les noms et adresses des espions connus résidant à Londres. Holmes analyse la liste, à la recherche d'une personne habitant près d'une voie ferrée, et s'intéresse à un dénommé Hugo Oberstein. La nuit tombée, Holmes et Watson entrent par effraction dans son domicile, après s'être assurés que l'appartement était vide. Ils y trouvent suffisamment d'indices pour affirmer que le corps de Cadogan West s'y trouvait et qu'il a ensuite été déposé sur le toit d'un wagon à l'arrêt, par une fenêtre donnant sur la voie ferrée. Holmes découvre par ailleurs qu'Oberstein communiquait avec un inconnu lié au vol par l'intermédiaire de petites annonces publiées dans le Daily Telegraph. Dans le journal du lendemain, Holmes fait paraître une annonce semblable à celles trouvées, invitant l'inconnu à se rendre chez Oberstein le soir-même. Avec Mycroft, Watson et Lestrade, il démasque alors le traitre : il s'agit du colonel Valentine Walter.
L'explication finale, construite grâce aux déductions de Holmes et aux aveux du voleur, est la suivante : le colonel avait perdu beaucoup d'argent à cause de mauvais placements financiers et s'était vu promettre 5000 livres sterling par Oberstein en échange des plans. Il a alors fait une empreinte des clés de son frère pour les dérober. Mais Cadogan West avait des soupçons sur les intentions du colonel et, le soir du vol, est venu faire une inspection à Woolwich. Ayant aperçu quelque chose de suspect, le jeune homme s'est précipité vers le buisson et a découvert le vol à travers les volets. Comme le voleur était le frère de James Walter, il n'a pas voulu donner immédiatement l'alerte et l'a suivi jusqu'à l'appartement d'Oberstein. Il est alors entré pour essayer d'empêcher que les plans tombent entre les mains de l'espion. Mais Oberstein l'a tué d'un coup de matraque et, pour égarer les enquêteurs, a mis dans ses poches les 7 feuillets non indispensables des plans du sous-marin.
Holmes parvient ensuite à piéger Oberstein en dictant une lettre au colonel indiquant qu'un élément indispensable à la construction du sous-marin se trouve dans l'un des 7 feuillets qu'il n'a pas emportés. L'épilogue de l'aventure révèle que les deux criminels ont été jugés et emprisonnés, et les feuillets manquants retrouvés.

## Adaptations
- La nouvelle a été adaptée en 1988 dans la série télévisée Le Retour de Sherlock Holmes.
- Une adaptation de l'intrigue de la nouvelle est présente dans l'épisode 3 de la saison 1 de la série Sherlock en 2010.
- Une adaptation de l'intrigue de la nouvelle est présente dans le dernier épisode de Sherlock Holmes en 2013.

## Traductions en français
- « Les Plans du Bruce-Partington », traduction de Lucie Paul-Margueritte, trois illustrations de P. B. Hickling, Je sais tout : magazine encyclopédique illustré, 15 février 1910 lire en ligne sur Gallica

## Livre audio en français
- Arthur Conan Doyle, Les Plans du Bruce-Partington [« The Adventure of the Bruce-Pardington Plans »], Paris, La Compagnie du Savoir, coll. « Les enquêtes de Sherlock Holmes », 2011 (EAN 3760002133942, BNF 42478273) — Narrateur : Cyril Deguillen ; 1 disque compact audio 1 h 12 min ; La Compagnie du Savoir CDS099. Le nom du traducteur n'est pas indiqué.